# Hotman El Kababri
Hotman El Kababri (arabisch عثمان الكبابري, DMG ʿUṯmān al-Kabābirī; * 24. Januar 2000 in Belgien) ist ein belgisch-marokkanischer Fußballspieler. Der Außenverteidiger steht in Belgien beim SV Zulte Waregem unter Vertrag, wurde an Lierse Kempenzonen ausgeliehen und ist ehemaliger belgischer sowie marokkanischer Nachwuchsnationalspieler.

## Karriere

### Verein
Der als Sohn marokkanischer Eltern in Belgien geborene und aufgewachsene El Kababri wurde unter anderem beim RSC Anderlecht ausgebildet. Bereits als Siebzehnjähriger rückte er in die A-Jugend des Vereins auf und spielte mit ihr in der UEFA Youth League. Zur Saison 2019/20 rückt der Verteidiger in den Kader der ersten Mannschaft auf, kam aber nur am 1. Spieltag, als er in der Startelf stand, für sie zum Einsatz. Es folgten zwei Spiele in der Reserveliga, wo El Kababri die Mannschaft als Kapitän aufs Feld führte.
Ende Januar 2020 wechselte der Abwehrspieler zum Ligakonkurrenten SV Zulte Waregem, bei dem er einen bis Juni 2021 gültigen Vertrag erhielt, der per Option um ein weiteres Jahr verlängerbar ist. Ende August 2020 wurde er für den Rest der Saison 2020/21 an den Aufsteiger in der Division 1B Lierse Kempenzonen vereinbart.

### Nationalmannschaft
El Kababri spielte zunächst sechsmal für die belgische U15, deren Mannschaftskapitän er zeitweise war. Ab dem Jahr 2016 entschied er sich, künftig für marokkanische Nachwuchsmannschaften aufzulaufen.